# Yogyakarta
Yogyakarta (izgov. Jogjakarta) je univerzitetno mesto v južnem osrednjem delu otoka Java v Indoneziji. Je tudi središče istoimenske province (približno 3 milijone prebivalcev), ki izhaja iz sultanata, ustanovljenega leta 1755. Velja za kulturno prestolnico Jave, še vedno pa ga vodi sultan, kar je za Indonezijo izjema, ki kaže na pomen tega mesta v državi. Med boji za neodvisnost Indonezije po 2. svetovni vojni je mesto služilo kot začasna prestolnica republikancev.
Yogyakarta (pogosto jo skrajšano imenujejo Yogya - izg. džogdža) leži na ravnini v vznožju aktivnega vulkana Merapi in okrog 50 km od Indijskega oceana. Področje je potresno aktivno in ga je leta 2006 prizadel močan potres, ki je zahteval več kot 5700 žrtev. Najbolj je prizadel vzhodna predmestja in kraje proti jugu.
V okolici mesta so starodavni budistični tempelj Borobudur in hinduistični templji v Prambananu, zaradi katerih je Yogyakarta najpomembnejši turistični center Jave. Turisti pa obiskujejo tudi znamenitosti v mestu, predvsem sultanovo palačo (kraton) in »vodni grad« v njeni neposredni bližini. Ker je Yogya znana tudi po tradicionalnih obrteh (srebrarstvo, izdelovanje batikov) in umetnosti (balet, lutkovne predstave vajang kulit, gamelan - orkestri dvorne in religiozne glasbe), se turisti v mestu običajno zadržijo dalj časa.
Središče mesta predstavljata trgovska ulica Malioboro in sultanova palača (na njenem južnem koncu). Slednja je obzidano mesto znotraj mesta, v njem pa še vedno živi sultan (hkrati guverner province) s sorodstvom in dvorjani.
Yogyakarta leži ob pomembni železniški progi, ki povezuje Džakarto in Surabajo skozi notranjost Jave. Ima tudi manjše mednarodno letališče.